# Aumont, Fribourg
Aumont är en ort i kommunen Les Montets i kantonen Fribourg, Schweiz. Orten var före den 1 januari 2004 en egen kommun, men slogs då samman med kommunerna Frasses, Granges-de-Vesin och Montet till den nya kommunen Les Montets.